# 朱幹跬
岷僖靖世子朱幹跬（？—1592年），明朝第七代岷王岷憲王朱定燿的庶第一子。他在嘉靖四十五年（1566年）封南充王，萬曆十五年（1587年）改封岷世子。但他未及嗣封岷王就在萬曆二十年（1592年）去世，諡僖靖世子。
後來孫子岷哲王朱禋洪嗣封岷王，並未追封他為岷王。岷哲王朱禋洪是他的嫡第一子朱企鉁的嫡第一子。他的別子朱小魯是棠坡朱氏的第一世祖。